# Näringslivets medieinstitut
Näringslivets medieinstitut (NMI) är ett svenskt företag som ägnar sig åt granskning och analys av medier. Företaget har under olika perioder varit en del av både Stiftelsen Fritt Näringsliv och Timbro, men ägs och drivs (2024) sedan 2021 av Mats Olin. Han har tidigare bland annat grundat debattforumet Second Opinion, som startades som en webbtjänst för mediegransking, verksam mellan 2008 och 2012. Han har även varit chef för Timbros medieinstitut, som var en föregångare till NMI.

## Historia
Näringslivets medieinstitut grundades år 1987 av Svenska Arbetsgivareföreningen, SAF. Initiativtagare och chef var dåvarande informationschefen för SAF Janerik Larsson.  Den verksamheten lades ned 1995. Timbro återstartade NMI år 2006, med Billy McCormac som chef. Institutet bytte år 2008 namn till Timbro medieinstitut, TMI, som leddes av Roland Poirier Martinsson. År 2017 lades TMI ned och året därpå startades NMI, som avknoppades till Mats Olin år 2021.

## Verksamhet
NMI arbetar på uppdrag och fokuserar, enligt sin webbplats, på frågor som är relevanta för näringslivet, exempelvis rapporteringen om ekonomi och arbetsmarknad, samt medieetikens utveckling.
NMI har publicerat flera rapporter om Public Service. År 2019 publicerades till exempel rapporten "Public service – en bastion för vänsterliberaler?". Författaren, Carl-Vincent Reimers, kartlade Granskningsnämndens fällningar för partiskhet i SVT och SR mellan 2012 och 2019. Av de 16 fällda inslag som kategoriserades att handla om politik, framgick det enligt studien i 12 fall av nämndens beslut att det i inslaget fanns en vinkling för åsikter typiska för GAL (Grön, Alternativ, Libertär) i den så kallade GAL-TAN-skalan.